# Hermann Kokenge

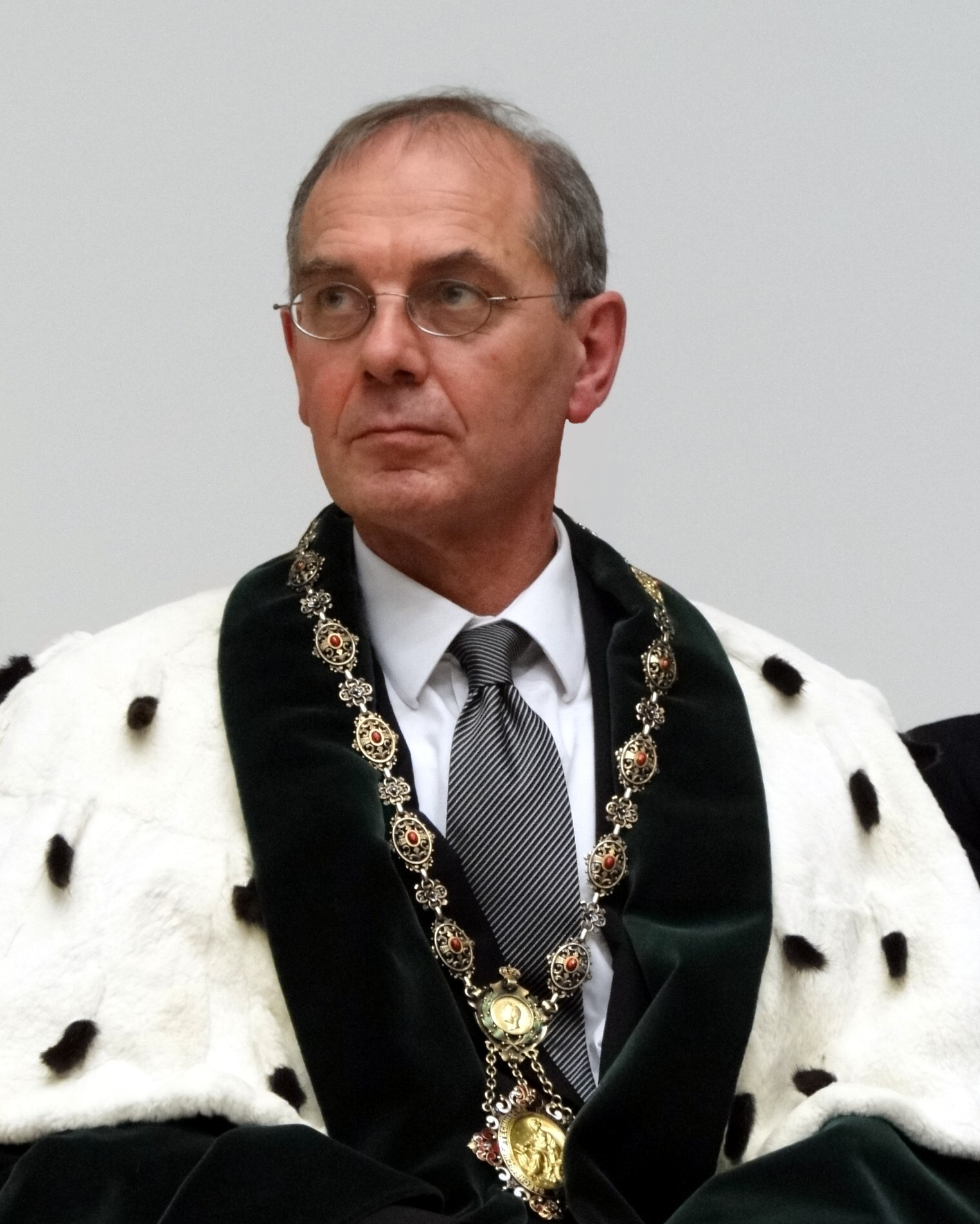
Hermann Kokenge, 2009 als Rektor der TU Dresden, im Talar mit Rektorkette

Hermann Kokenge (* 12. Mai 1949 in Cappeln; † 25. Dezember 2014) war ein deutscher Landschaftsarchitekt und Rektor der Technischen Universität Dresden.

## Leben
Nach dem Abitur im Jahr 1970 absolvierte Kokenge von 1970 bis 1972 eine Gärtnerlehre. Er studierte von 1972 bis 1980 an der Technischen Universität München in Weihenstephan und an der Gottfried Wilhelm Leibniz Universität Hannover Landespflege und Landschaftsarchitektur. Ab 1980 war er Mitarbeiter in verschiedenen Landschaftsarchitekturbüros, ab 1982 als wissenschaftlicher Mitarbeiter am Institut für Landschaftsplanung der Universität Stuttgart tätig. Von 1985 an arbeitete er beim Grünflächenamt der Stadt Köln, zuletzt als Gartenbaudirektor. Er nahm erfolgreich an verschiedenen Architekturwettbewerben teil.
Im Jahr 1993 wurde er zum Professor für Landschaftsarchitektur sowie Freiraum- und Grünplanung an der TU Dresden berufen. Von 1996 bis 1997 war Kokenge Direktor des Instituts für Landschaftsarchitektur, von 1997 bis 2000 Dekan der Fakultät für Architektur. Von 2000 bis 2003 war er Prorektor für Wissenschaft an der TUD. Zum 1. Oktober 2003 wurde er als Nachfolger von Achim Mehlhorn zum Rektor der TU Dresden gewählt. Am 1. November 2006 wurde er für drei weitere Jahre in seinem Amt bestätigt und übergab das Amt 2010 an seinen Nachfolger Hans Müller-Steinhagen.
Kokenge war Mitglied der Deutschen Akademie für Städtebau und Landesplanung. Bis 1994 war er Vorsitzender der Landesgruppe Rheinland der Deutschen Gesellschaft für Gartenkunst und Landschaftskultur. Zudem war er Mitglied des wissenschaftlichen Beirates des Akademischen Europaseminars AES des Europäischen Instituts für postgraduale Bildung (EIPOS, ein An-Institut der TU Dresden) und Kuratoriumsmitglied des Forum Tiberius. Er hatte zudem den Vorsitz des Stiftungsrates der Stiftung Sächsischer Architekten inne.
Hermann Kokenge betrieb seit 1999 mit Christoph Ritter ein Büro für Landschafts- und Freiraumplanung in Dresden. Er war verheiratet, hatte drei Kinder sowie einen Enkel und lebte in Radebeul.